# Barón Rojo
I Barón Rojo sono un gruppo heavy metal spagnolo che ha avuto successo internazionale negli anni '80.

## Formazione

### Formazione attuale
- Carlos de Castro - chitarra, voce
- Armando de Castro - chitarra, voce
- Rafa Díaz - batteria
- Jose Luis Moran - basso

### Ex componenti
- José Luis Campuzano "Sherpa" - basso, voce (1980-1989)
- Hermes Calabria - batteria (1980-1989)
- Máximo González - voce (1991)
- Pepe Bao - basso (1990-1991)
- José Antonio del Nogal "Kamakhan" - batteria (1991-1995)
- Niko del Hierro - basso (1991-1992)
- José Luis Aragón - basso, cori (1993-1995)
- Valeriano Rodríguez - batteria (1998-2005)
- Angel Arias - basso (1995-2007)
- José Martos - batteria (1996-1998, 2005-2007)
- Tony Ferrer - basso (2007-2008)
- Gorka Alegre - basso (2008-2015)

## Discografia

### Album in studio
- 1981 – Larga vida al Rock and Roll
- 1982 – Volumen brutal
- 1983 – Metalmorfosis
- 1985 – En un lugar de la marcha
- 1987 – Tierra de Nadie
- 1988 – No va más
- 1989 – Obstinato
- 1992 – Desafío
- 1997 – Arma Secreta
- 2001 – 20+
- 2003 – Perversiones
- 2006 – Ultimasmentes
- 2012 – Tommy Barón

### Album live
- 1984 – Barón al rojo vivo
- 1986 – Siempre estáis allí
- 2002 – Barón en Aqualung
- 2007 – Desde Barón a Bilbao
- 2009 – En Clave de Rock

### Raccolte
- 1995 – Larga vida al Barón
- 1999 – Cueste lo que cueste
- 2006 – Las aventuras del Barón